# گاورلن
گاورلن (انگلیسی: Goverlan) شرکت نرم‌افزار آمریکایی است، که در سال ۱۹۹۸ تأسیس شد.